# 敘利亞-瑪蘭卡禮天主教馬韋利克卡拉教區
敘利亞-瑪蘭卡禮天主教馬韋利克卡拉教區 （拉丁語：Eparchia Mavelikarensis）是一個東儀天主教教區（敘利亞-瑪蘭卡禮），屬特里凡得琅大總教區。
教區成立於2007年1月2日，位於喀拉拉邦西南部。2009年有教友25,212人（佔轄區總人口0.8%）、九十五個堂區、五十五名司鐸。現任教區主教為若蘇厄‧依納爵‧基扎克凱維蒂爾。